# Corsair Gaming

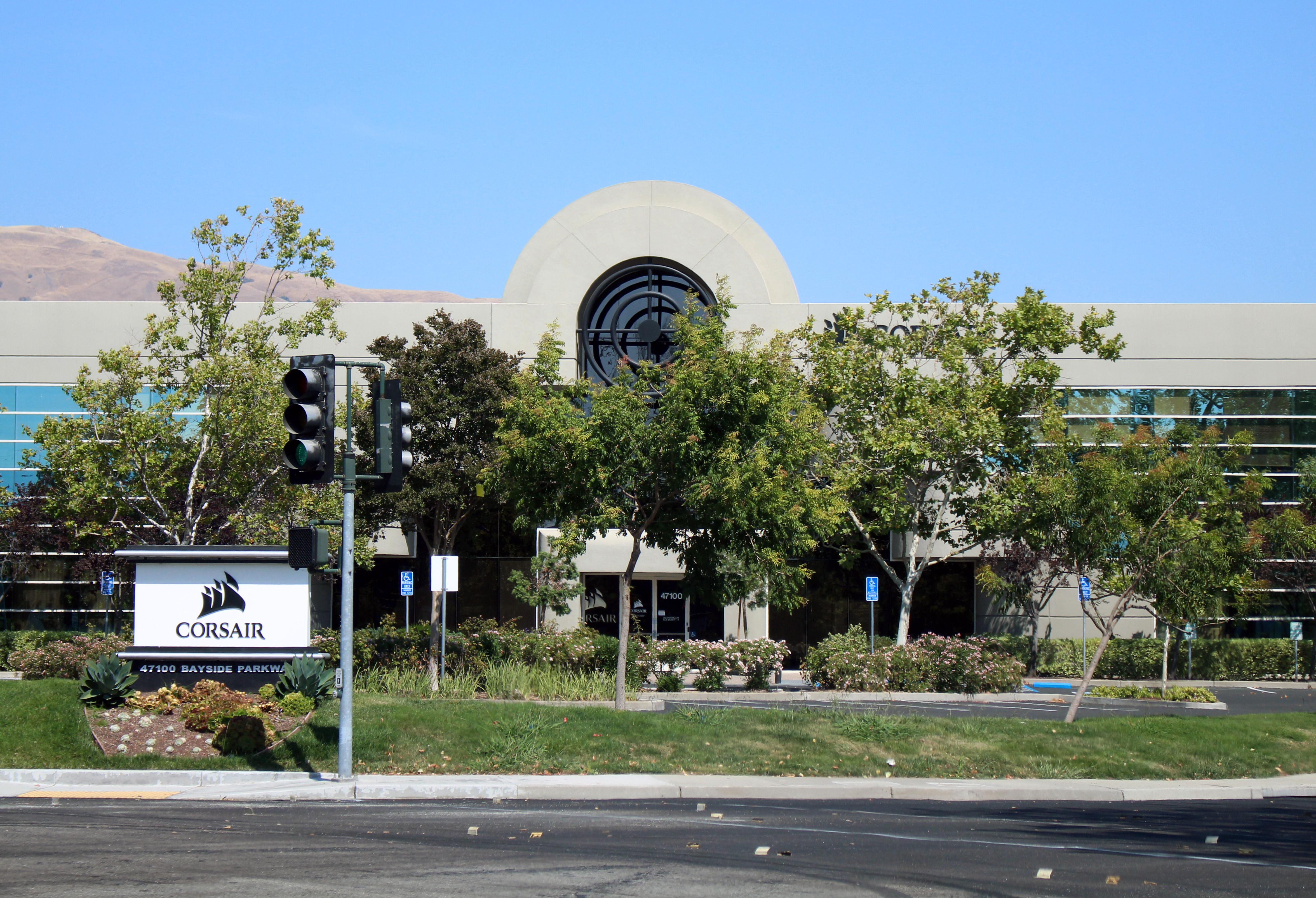
Hauptsitz in Fremont, Kalifornien, USA

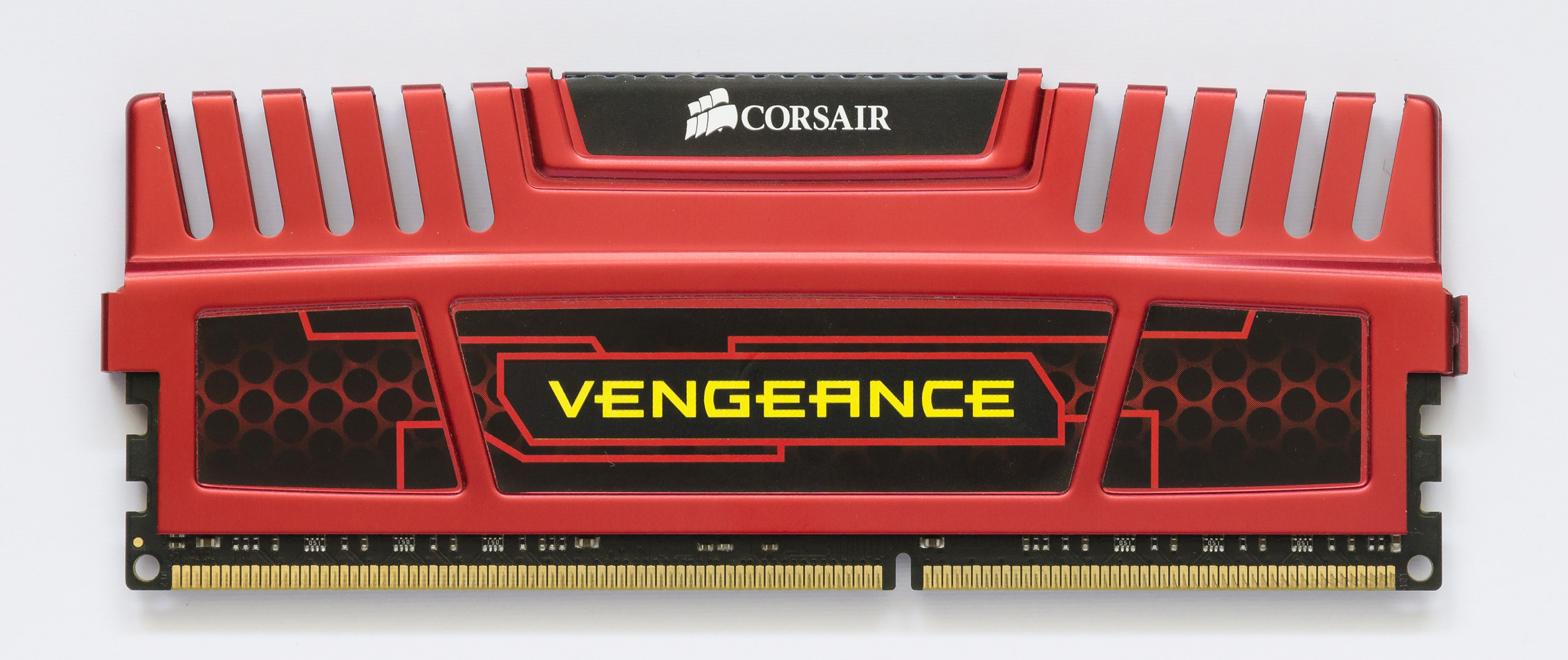
4-GB-DDR3-Speichermodul mit Kühlkörper von Corsair

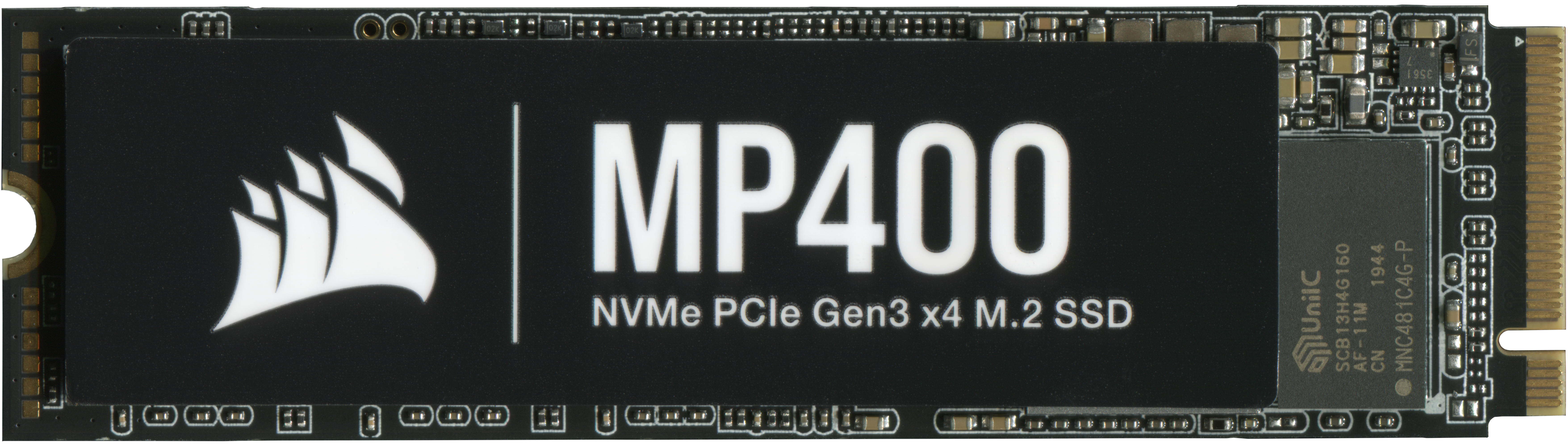
4-TB-3D-QLC-NAND-M.2-SSD von Corsair

Corsair Gaming, Inc. ist eine 1994 in Kalifornien (USA) gegründete Firma, die sich auf Hochleistungs-Arbeitsspeicher und Hardware-Technologien wie CPU-Kühler für Desktop-Computer spezialisiert hat und mittlerweile auch in den Markt der Peripheriegeräte, Fertig-PCs und Streaming-Software eingestiegen ist. Corsair ist weltweit tätig und wird verwaltet von Andy Paul als CEO, Michael Potter als CFO, Thi La als Vorsitzende und COO, Carina Tan als Stellvertretende Vorsitzende und Syndikus Anwältin sowie Pete Hilliard als CHRO.
Mit einem Umsatz von rund 1,9 Milliarden US-Dollar und ca. 2500 Mitarbeitern im Jahr 2021 gehört Corsair mit seinen Unternehmensteilen zu den führenden und größten Gaming-Hardware-Herstellern der Welt.

## Produkte
Corsair stellt folgende Produkte her:
- Arbeitsspeicher
- Computergehäuse
- ATX Netzteile
- Computerlüfter
- CPU Lüfter
- Wasserkühlung
- Solid State Drives (SSD)
- Gaming Tastaturen
- Gaming Computer Mäuse
- Headsets
- Monitore
- Gaming Stühle
- Mousepads
- Mikrofon
- Sim-Racing Peripherie

## Übernahmen
Corsair übernahm im Juni 2018 Teile des Unternehmens Elgato Systems sowie dessen Marke Elgato, womit sie Streaming-Equipment zu ihrem Sortiment hinzufügte. Elgato blieb als Marke weiter bestehen, so wie alle Übernahmen von Corsair. Die Produkte unter der Marke umfassen Geräte zur Übertragung von Video- und Audiodaten, Kameras, Mikrofone, Eingabeinstrumente (Stream Decks), Lampen und Greenscreens. Die nicht übernommenen Teile von Elgato Systems konzentrierten sich unter dem Namen Eve Systems auf Smart-Home-Produkte und wurden 2023 durch ABB übernommen.
Im darauffolgenden Jahr 2019 übernahm Corsair den Fertig-PC-Hersteller Origin PC, wodurch Corsair Komplettsysteme anbieten konnte. Ende des Jahres (Dezember 2019) übernahm Corsair zusätzlich den 2011 gegründeten Controller-Hersteller Scuf Gaming. Im November 2020 übernahm Corsair zudem die Firma Gamer Sensei, welche das Trainieren in Videospielen anbietet.
Im September 2024 erwarb Corsair nun auch, nach langen Verhandlungen, die insolvente Endor AG mitsamt der Marke Fanatec im Zuge eines Asset Deals. Die Marke Fanatec soll damit neue Vertriebswege erhalten, die Kundenzufriedenheit verbessert und die Versandzeiten verkürzt werden. Außerdem soll die Entwicklung weiterhin in Landshut erfolgen.

## Börsengang
Der Börsengang von Corsair fand im September 2020 an der US-Technologiebörse NASDAQ statt. Ein Großteil der Firmenanteile wird durch EagleTree Capital gehalten.